# Cella (manzana)
Cella es el nombre de una variedad cultivar de manzano (Malus domestica). Esta manzana está cultivada en la colección de la Estación Experimental Aula Dei (Zaragoza) con nº de accesión "2512". Es originaria de la Comunidad autónoma de Aragón, actualmente ha decaído su cultivo de interés comercial, en detrimento del cultivo de variedades selectas foráneas.

## Sinónimos
- "Manzana Cella",
- "Cella 2512".[5]

## Historia
'Cella' es de origen desconocido, se la considera autóctona de la Comunidad de Calatayud, Provincia de Zaragoza en la comunidad autónoma de Aragón.
'Cella' está considerada incluida en las variedades locales autóctonas muy antiguas, cuyo cultivo se centraba en comarcas muy definidas. Se caracterizaban por su buena adaptación a sus ecosistemas y podrían tener interés genético en virtud de su adaptación. Se encontraban diseminadas por todas las regiones fruteras españolas, aunque eran especialmente frecuentes en la España húmeda. Estas se podían clasificar en dos subgrupos: de mesa y de sidra (aunque algunas tenían aptitud mixta).
'Cella' es una variedad clasificada como de mesa; difundido su cultivo en el pasado por los viveros comerciales y cuyo cultivo en la actualidad se ha reducido a huertos familiares y jardines privados.

## Características
El manzano de la variedad 'Cella' tiene un vigor medio; porte desplegado, con tamaño de las hojas grande; inicio de la floración muy tardío, duración de la floración larga; tubo del cáliz ancho, triangular o en embudo con tubo muy corto o solamente iniciado, y con los estambres insertos por debajo de la mitad.
La variedad de manzana 'Cella' tiene un fruto de tamaño pequeño; forma ancha globosa cónica, con contorno asimétrico, oblongo o elíptico, casi siempre rebajado de un lado; piel fina, algo untuosa; con color de fondo verde, importancia del sobre color ausente, acusa punteado, blanquinoso o ruginoso con aureola blanca, y con una sensibilidad al "russeting" (pardeamiento áspero superficial que presentan algunas variedades) débil; pedúnculo largo y fino, anchura de la cavidad peduncular media, profundidad cavidad pedúncular poco profunda, con el fondo ruginoso sobrepasando generalmente la cavidad y el borde derramandose en forma estrellada, borde irregular ligeramente ondulado, y con una importancia del "russeting" en cavidad peduncular muy fuerte; anchura de la cavidad calicina media, profundidad de la cavidad calicina de variada profundidad, borde marcado o levemente irregular, y con importancia del "russeting" en cavidad calicina débil; ojo de tamaño pequeño y cerrado.
Carne de color blanca; textura blanda; acidez muy baja, contenido de azúcares medio, sabor agradable, bueno; corazón en el que las líneas que lo marcan están ausentes o entrecortadas; eje abierto; celdas alargadas; semillas pequeñas y escasas.
La manzana 'Cella' tiene una época de maduración y recolección tardía, su recolección se lleva a cabo entre octubre y noviembre. Se usa como manzana de mesa fresca.